# UTC+05:40
Giờ UTC+5:40 đôi khi được dùng gần như Giờ Nepal mà cho đến năm 1986 dựa vào giờ trung bình Kathmandu ở 85°19'Đông hay 5:41:16.
Từ năm 1986 Giờ Nepal là UTC+5:45.